# Canyon Day
Canyon Day é uma Região censo-designada localizada no estado americano de Arizona, no Condado de Gila.

## Demografia
Segundo o censo americano de 2000, a sua população era de 1092 habitantes.

## Geografia
De acordo com o United States Census Bureau tem uma área de
9,9 km², dos quais 9,9 km² cobertos por terra e 0,0 km² cobertos por água. Canyon Day localiza-se a aproximadamente 1537 m acima do nível do mar.

## Localidades na vizinhança
O diagrama seguinte representa as localidades num raio de 56 km ao redor de Canyon Day.